# KDLC (UKW-Sender)
Koordinaten: 29° 20′ 47″ N, 90° 49′ 49″ W
KDLC oder KDLC-FM ist ein US-amerikanischer Hörfunksender aus Dulac im US-Bundesstaat Louisiana. KDLC sendet auf der UKW-Frequenz 97,7 MHz. Eigentümer und Betreiber ist die Alex Media, Inc.

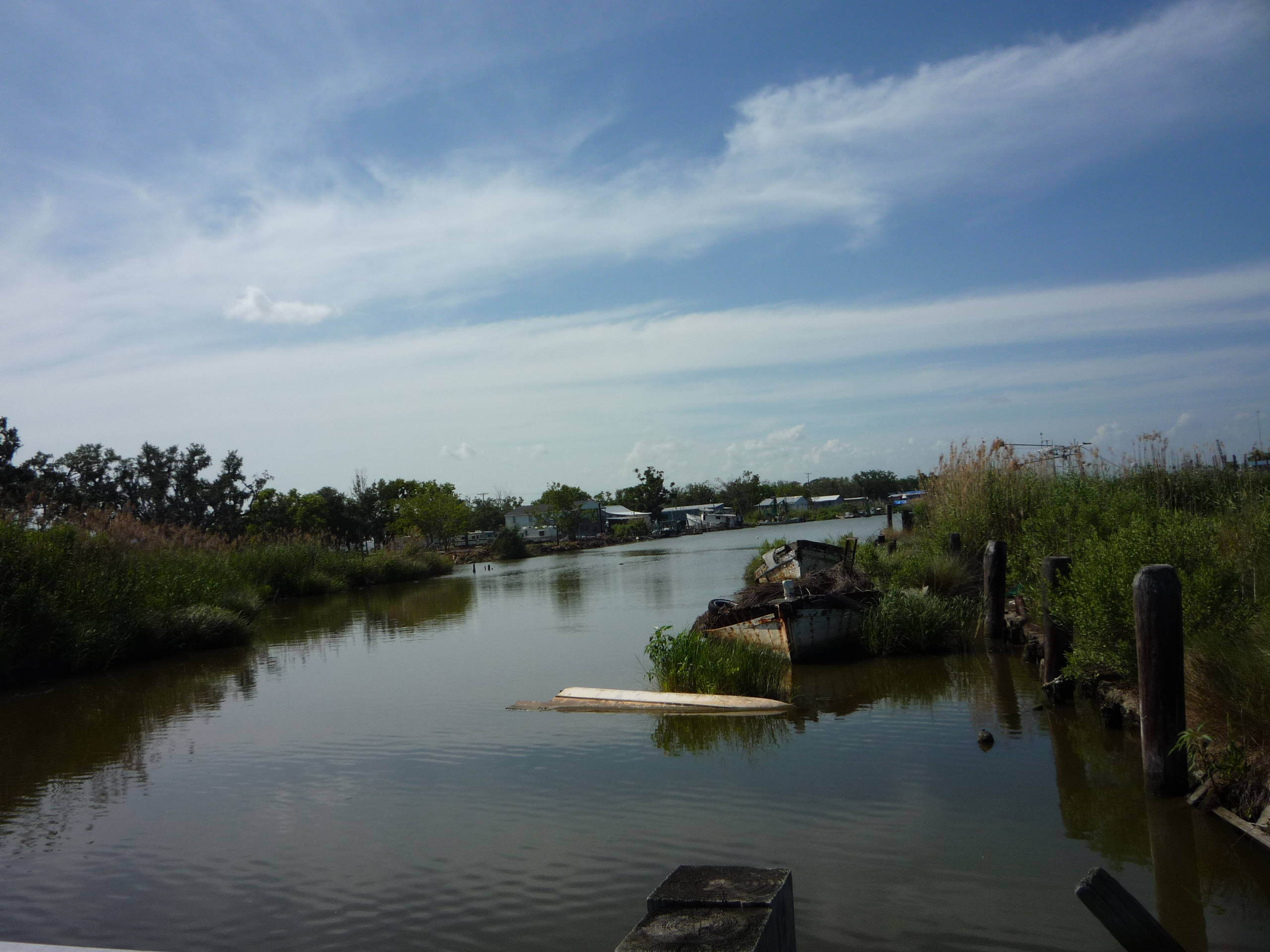
Dulac Louisiana Bayou